# In the Shadows (chanson)
Pour les articles homonymes, voir In the Shadows.
Clip vidéo
[vidéo] « The Rasmus - In the Shadows (Official Video) », sur YouTube
In the Shadows (dans l'obscurité, ou dans les ténèbres, en anglais) est une chanson de rock alternatif, single du groupe finlandais The Rasmus, extrait de leur 5e album Dead Letters, de 2003, un de leurs plus importants succès mondial.

## Histoire
Après avoir fondé leur groupe The Rasmus en 1994 à Helsinki en Finlande, le succès international de ce tube (sur le thème philosophique de la recherche du sens de la vie) et de leur album Dead Letters de 2003, enregistré au studio NordHansen de Stockholm en Suède, propulse leur carrière au niveau mondial, avec plus d’1,5 million de singles vendus et plus de 2 millions d'albums vendus dans le monde « J'ai tant marché, j'ai tant attendu, dans les ténèbres, que mon heure vienne, j'ai tant cherché, j'ai tant vécu, pour des lendemains, toute ma vie..., récemment j'ai tant marché, marché en rond, regardant, attendant quelque chose, sens-moi, touche-moi, guéris-moi, rends-moi heureux... ».

## Groupe The Rasmus
- Lauri Ylönen : chant
- Pauli Rantasalmi : guitare électrique
- Eero Heinonen : guitare basse
- Aki Hakala : batterie

## Clip
Le clip est tourné en 4 versions : Finlande, Europe, Royaume-Uni, États-Unis, et « 4e version ».

## Télévision
- 2006 : On n'est pas couché, émission de débat télévisé de Laurent Ruquier sur France 2 (indicatif musical de l'émission).

## Classements hebdomadaires
| Classement (2003-2004)                  | Meilleure position |
| --------------------------------------- | ------------------ |
| Allemagne (GfK Entertainment)           | 1                  |
| Australie (ARIA)                        | 23                 |
| Autriche (Ö3 Austria Top 40)            | 2                  |
| Belgique (Flandre Ultratop 50 Singles)  | 6                  |
| Belgique (Wallonie Ultratop 50 Singles) | 4                  |
| Danemark (Tracklisten)                  | 6                  |
| Écosse (OCC)                            | 3                  |
| Finlande (Suomen virallinen lista)      | 1                  |
| France (SNEP)                           | 6                  |
| Irlande (IRMA)                          | 7                  |
| Italie (FIMI)                           | 2                  |
| Nouvelle-Zélande (RMNZ)                 | 1                  |
| Pays-Bas (Single Top 100)               | 6                  |
| Royaume-Uni (UK Singles Chart)          | 3                  |
| Royaume-Uni (UK Rock Chart)             | 1                  |
| Suède (Sverigetopplistan)               | 2                  |
| Suisse (Schweizer Hitparade)            | 2                  |

## Certifications
| Pays                    | Certification | Unités certifiées |
| ----------------------- | ------------- | ----------------- |
| Allemagne (BVMI)        | Or            | 150 000           |
| Finlande (IFPI Finland) | Or            | 5 955             |
| Nouvelle-Zélande (RMNZ) | Or            | 5 000             |
| Royaume-Uni (BPI)       | Or            | 400 000           |
| Suède (GLF)             | Or            | 15 000            |
| Suisse (IFPI)           | Or            | 20 000            |